# 五條悟
五條悟（日语：／ Gojō Satoru）是日本漫畫家芥見下下創作的漫畫 《咒術迴戰》中的虛構角色。1989年12月7日出生。出身自咒術界御三家之一的五條家，五條家現任家主，日本三大怨靈之一「菅原道真」的後代。身材190公分以上的高挑男子，髮色為白，長相帥氣，平時一般都會將眼睛用黑色眼罩或是太陽眼鏡遮住。目前擔任東京都立咒術高專一年級教師。是有著「最強咒術師」稱號的特級咒術師，本作戰力天花板。沒有想過不當咒術師。
雖然身為御三家成員，可以在家自學，但他厭倦了家族管束，來到東京都立咒術高專上學。進入咒術高專之前，他就有很多對抗和消滅咒靈的經驗。五條是獨生子，父母還活著。因為生了五條悟，他們在五條家族中獲得了更高的地位，但他們並不是特別強的咒術師，所以在五條很小的時候就和他分開了。（因為他們不能參與他的咒術師教育）。作為特級咒術師，他的薪水大概相當於部長級別的工場。此外，作為五條家的家主，他還有相當可觀的家族資產。總之，五條很富有。
因為術式需要大量補充甜食，也養成了喜歡甜食的嗜好。喝咖啡的時候會放很多方糖，喜歡喜久福（毛豆大福），自稱是日本第二黃油土豆愛好者，也會買可麗餅、鬆餅、冰淇淋等等，但是滴酒不沾（酒精會使咒力紊亂）。
夢想是培養學生成為聰明強大的伙伴，重整咒術界。壓力來自於與咒術界高層相關的事務。
最初在短篇系列《東京都立咒術高等專門學校》中登場，是東京都立咒術高等專門學校被詛咒的少年乙骨憂太的老師。這部短篇系列後來成為了《咒術迴戰》的前傳《咒術迴戰 0》。在《咒術迴戰》中，五條同樣扮演老師的角色，但他的學生是吞下了兩面宿儺手指，讓宿儺與自己合而為一的虎杖悠仁，五條保護了原本要被處死刑的他，讓進入咒術高專，並為了除去宿儺努力。
芥見下下把五條悟設定為一個既強大又令人喜愛的角色，對他的學生相當照顧，平時會自費請學生吃飯。在MAPPA製作的改編動畫中，由中村悠一為五條配音，伊瀨茉莉也則為幼年的五條配音。

## 創作與構想
芥見下下創作五條悟時的想法是要一個簡明易懂的天花板角色，五條的設計關鍵之一是戴著眼罩，由於他有六眼，可以憑藉咒力視物。他的眼睛「六眼」，能詳細看清咒力、洞悉對手術式，以及感知周遭環境的咒力流動。
他在《咒術迴戰 0》中登場時，芥見下下將五條悟和乙骨憂太聯繫到日本歷史上著名的人物菅原道真，以解釋這兩位角色是從誰那裡繼承了他們的超自然能力。五條的設計旨在成為一位美男子，他的臉部設計靈感來自《火影忍者》中一位臉部被繃帶覆蓋的次要角色。儘管五條對自己的帥氣外表有自覺，但作品中沒有安排戀愛對象，芥見下下稱是因為沒辦法想像五條專情於特定女性的樣子。儘管在日本通常習慣用姓氏稱呼他人，但五條卻以每個學生的名字來稱呼他們。芥見下下表示，他做出這個決定是因為他設定五條是一位不會考慮這種社會傳統的人。
2018年，東寶動畫製作人松穀浩明看到《咒術迴戰》第15話五條悟對上漏瑚的戰鬥時，認為這套作品必須要動畫化。2018年11月，jump宣佈五條悟的聲優為中村悠一 。
執導了該系列動畫的第1季以及前傳電影的導演朴性厚，他表示改編五條領域展開場景的過程非常困難，他認為這樣的場景是值得紀念的。由於原始場景是黑白的，朴性厚及其團隊請教了芥見下下有關五條領域展開的顏色應該如何呈現。在動畫電影方面，朴性厚表示電影的重點當然是《咒術迴戰 0》主色乙骨憂太和祈本里香的故事，同時他也希望專注於更多其他角色的故事，其中最重要的是過去五條和夏油傑之間的關係，這曾在原作漫畫中簡單提過。導演請瀨古浩司在高潮部分加入了五條和米格爾之間的戰鬥場面。
由木谷龍也演唱的歌曲青之居所作為動畫第2季的片頭曲，強調了五條和夏油傑的青春，著重於藍色背景。與片尾曲燈形成對比，後者使用了更輕鬆的旋律，同時強調了五條和夏油傑之間的友誼。
在改編動畫中，中村悠一為角色五條悟配音。中村能夠在嚴肅和喜劇場景之間自如切換，不受任何限制，展現了角色在不同情境下的豐富表情，他在錄製現場表明他喜歡喜劇。中村認為五條的個性沒有改變，認為他對乙骨憂太的指導與《咒術迴戰》系列中的其他主角相似，他喜歡五條在學校的人際關係。

## 劇情表現

### 咒術迴戰 0
在《咒術迴戰 0》中，五條悟是東京都立咒術高等專門學校的一名老師，也是一名咒術師。他自稱為「最強」，並且自尊心極強，大多數敵友都不會質疑他的這個稱號，一般認為他是當今最危險的人之一。在《咒術迴戰 0》中，五條悟以咒術師的身份出現，遇到年輕的乙骨憂太，說服他加入東京都立咒術高等專門學校來控制祈本里香，避免他被孤立。在這段時間裡，五條讓乙骨與貓熊、禪院真希和狗卷棘一起訓練，幫助他控制自己的詛咒，同時幫助他建立友誼。乙骨的詛咒引來了與五條有交情但保持敵對關係的咒詛師夏油傑。夏油傑希望建立一個僅有咒術師的世界。在乙骨藉由詛咒的力量擊敗夏油傑後，五條出現並殺死了夏油傑。之後五條幫助乙骨理解自己力量的真正本質。

### 咒術迴戰
在《咒術迴戰》中，京都姊妹校交流會當天，五條與其他教職員會合，他們通過監視器觀看比賽。當出現入侵者時，五條與歌姬、 樂巖寺一起前往現場。他決定先處理鞣造，並輕易地將其制服。接著五條對花御使用了虛式「茈」，由於該招式威力過於強大，讓五條無法確定花御是否被殺死。五條在術師中廣受尊重，在咒術界具有很大的影響力。他說服了上級相關人員讓虎杖悠仁活著，直到他吸收了所有的宿儺手指。他教導悠仁、伏黑惠和釘崎野薔薇。
此後，漫畫探討了五條的過去。當他和夏油傑都是高二生時，他們被指派護送「星漿體」天內理子，她將與不死咒術師天元同化。但在任務完成前，他們受到術師殺手伏黑甚爾的襲擊，伏黑擊敗了兩人並殺死了理子。當五條恢復並殺死伏黑時，夏油傑開始懷疑自己身為一名咒術師的職責，並且厭倦了保護非咒術師，他發誓打破這種循環並殺死所有非咒術師，以防止更多咒靈的誕生。夏油傑逃離了學校，並用他的力量屠殺了一個村莊。五條斥責夏油傑的罪行，但無法對他下殺手，只好讓他離開。

## 迴響

### 人氣
五條悟在《咒術迴戰》的讀者和評論家中都受到了好評。在2021年3月進行的碧日人氣投票中，他被選為該系列中最受歡迎的角色。在第5屆Crunchyroll動畫大獎中，五條被提名為最佳男性角色，而他與兩面宿儺的戰鬥被認為是當年最佳的戰鬥。中村悠一作為五條的聲優也被認為是最出色的演出之一。在宣傳電影《咒術迴戰 0》時，與軟銀集團一起製作了五條形象的狗的廣告。2021年12月，MAPPA和集英社也透過PulpFiction Cine慶祝了五條的生日，認為他是該系列中最受歡迎的角色之一，同時也宣傳了電影。根據LINE Research 2021年的一項調查，五條在《咒術迴戰》角色中排名第一。他還在Animage的2021年Anime Grand Prix票選中獲得了最佳男性角色獎第3名，僅次於《咒術迴戰 0》的乙骨憂太和《鬼滅之刃》的宇髄天元。

### 評價
漫畫書資源網認為，儘管五條悟有著孩子氣的個性，但在該系列中他被視為第9成熟的角色，這也是他在漫畫讀者中非常受歡迎的原因。在同一網站的另一篇文章中，認為他是該系列中最危險的角色之一，因為他超乎尋常的能力無人能敵。IGN也稱五條為粉絲最喜愛的角色之一，因為他的個性引起了人們的關注。StudyBreak還指出，五條華麗的個性常常給人一種恰如其分的喜劇效果，該網站還提到了當五條認為伏黑被女人搭訕時的有趣反應，以及他在對抗嚴重威脅時所展示的卓越表現。
儘管將他與其他老師角色如《火影忍者》中的旗木卡卡西、《我的英雄學院》中的八木俊典和《魔法老師》中的村上夏美相比，Bleeding Cool表示五條仍然是這一類型中更受歡迎的人物之一，因為「這個角色真正實現了關懷、冷酷及力量的平衡，不斷消除任何嚴重的威脅」，尤其是他對學生的關心和他在戰鬥中所展現的力量。漫畫書資源網也撰寫了一篇有關五條悟最佳十場戰鬥場面的文章，他與漏瑚的戰鬥不僅是他參與過的評分最高的打鬥場面，也是該系列最佳戰鬥。與漫畫書資源網一樣，動畫新聞網讚揚了五條與漏瑚的戰鬥場景，認為在處理視覺效果方面遠優於該工作室先前的作品《高校之神》，製作人員提到該作品還被稱為「無可救藥的垃圾」。由於敘事和處理五條戰鬥場景的節奏，使得《咒術迴戰》動畫適當地發揮了其潛力。儘管他被描繪得過於強大，但評論家們仍然認為他的個性令人愉悅。
The Mary Sue認為五條訓練學生的方式與在《咒術迴戰 0》中完全相同，因為他讓憂太和其他學生一起訓練，而不是孤立他，也能透過這件事進一步探索他與夏油傑的悲慘過去。Otaquest也注意到了這些相似之處，以及五條和夏油傑之間的關係有多重要，其結局讓原作漫畫的讀者感到驚訝。動畫新聞網期待更多關於五條和夏油傑之間的關係的相關資訊。Crunchyroll列出了五條在改編動畫電影中的登場時間，稱他為粉絲最喜歡的角色，大多數人都喜歡看到五條登場。該角色與已故的菅原道真的關聯不太清楚，尤其是當乙骨憂太重新出現在《咒術迴戰》中，並對他們之間的關係感到好奇，這可能會受到評論家的關注。
五條這個角色一直受到社會關注。在將五條和夏油傑的青春回憶改編成動畫後，Polygon的安娜·戴雅絲注意到有幾個粉絲製作的同人誌，這些書籍被廣為傳播。在2023年9月20日，漫畫第236話被提前洩漏時，該章節的內容在網路上引起重大爭議。粉絲們感到非常驚訝，紛紛在社交媒體上對這一發展做出反應。當天，「#GojoSatoru」標籤在X上成為了熱門話題，有超過11,400篇貼文。該章節的轉折導致漫畫家畑健二郎暫停了《總之就是很可愛》的漫畫創作，因為他需要從這「令人震驚」的事件中恢復過來。

## 來源
1. ↑  Hodgkins, Crystalyn. . Anime News Network. 2019-12-21  [2024-03-24]. （原始内容存档于2019-12-22）.
2. 1 2  . Oricon News. 2023-10-06  [2024-03-24]. （原始内容存档于2023-10-05） （日语）.
3. 1 2  Akutami, Gege. . Shueisha. 2021: 40. ISBN 978-4-08-882636-3.
4. ↑  集英社. . TOKYO: 集英社. 2024. ISBN ASIN ‏: ‎B0D7BN1T3Q 请检查|isbn=值 (帮助).
5. 1 2 3  Akutami, Gege. . Shueisha. 2021: 40–43. ISBN 978-4-08-882636-3.
6. ↑  Akutami, Gege. . Shueisha. 2021: 181. ISBN 978-4-08-882636-3.
7. ↑  . Crunchyroll News.   [2025-08-18] （英语）.
8. ↑  Coats, Cayla. . Crunchyroll. 2021-01-15  [2024-03-24]. （原始内容存档于2022-01-12）.
9. ↑  Lacerna, Michael. . Comic Book Resources. 2021-12-06  [2024-03-24]. （原始内容存档于2022-01-12）.
10. ↑  . MAPPA. 2021.
11. ↑  . Collabo Cage. 2023-07-07  [2024-03-24]. （原始内容存档于2023-08-16）.
12. ↑  Akutami, Gege. . . Viz Media. 2021. ISBN 978-1-9747-2014-9.
13. ↑  Akutami, Gege. .  8. Viz Media. 2021. ISBN 978-1-9747-1871-9.
14. ↑  Akutami, Gege. .  8. Viz Media. 2021. ISBN 978-1-9747-1871-9.
15. ↑  Akutami, Gege. .  8. Viz Media. 2021. ISBN 978-1-9747-1871-9.
16. ↑  Akutami, Gege. .  8. Viz Media. 2021. ISBN 978-1-9747-1872-6.
17. ↑  Akutami, Gege. .  9. Viz Media. 2021. ISBN 978-1-9747-1872-6.
18. ↑  Brown, Urian. . Viz. 2021-03-05  [2024-03-24]. （原始内容存档于2022-01-12）.
19. ↑  Vaca, S. . Crunchyroll. 2021-02-19  [2024-03-24]. （原始内容存档于2022-01-12） （西班牙语）.
20. ↑  Morrissy, Kim. . Anime News Network. 2021-12-23  [2021-02-25]. （原始内容存档于2022-01-12）.
21. ↑  . Anime News Network. 2021-12-07  [2024-03-24]. （原始内容存档于2021-12-26）.
22. ↑  Valentine, Evan. . Comic Book. 2021-12-08  [2024-03-24]. （原始内容存档于2022-01-12）.
23. ↑  . Chikimato.   [2024-03-24]. （原始内容存档于2022-12-24）.
24. ↑  Tefft, Andrew. . Comic Book Resources. 2021-10-15  [2024-03-25]. （原始内容存档于2022-01-12）.
25. ↑  Supovitz, Ethan. . Comic Book Resources. 2021-11-06  [2024-03-25]. （原始内容存档于2021-12-26）.
26. ↑  Knox, Kelly. . IGN. 2021-02-18  [2024-03-25]. （原始内容存档于2022-01-12）.
27. ↑  Lu, Karen. . Study Break. 2021-08-14  [2024-03-25]. （原始内容存档于2022-01-12）.
28. ↑  Bodden, Alejandra. . Bleeding Cool. 2021-02-28  [2024-03-25]. （原始内容存档于2022-01-12）.
29. ↑  Tefft, Andrew. . Comic Book Resources. 2021-07-07  [2024-03-25]. （原始内容存档于2022-01-12）.
30. ↑  Beckett, James. . Anime News Network. 2020-11-16  [2024-03-25]. （原始内容存档于2022-01-12）.
31. 1 2  Lawrence, Briana. . The Mary Sue. 2021-03-03  [2024-03-25]. （原始内容存档于2022-01-12）.
32. ↑  Parker-Dalton, Jacob. . The Mary Sue. 2021-02-25  [2024-03-25]. （原始内容存档于2022-01-12）.
33. ↑  . Manga News. 2020-12-01  [2024-03-25]. （原始内容存档于2022-01-12） （法语）.
34. ↑  . Crunchyroll.   [2024-03-25].
35. ↑  . News Nifty.   [2024-03-25]. （原始内容存档于2022-09-13） （日语）.
36. ↑  Jagannath, Rohan. . Sports Keeda. 2022-04-06  [2024-03-25]. （原始内容存档于2022-12-03）.
37. ↑  . Polygon. 2023-08-04  [2024-03-25]. （原始内容存档于2024-01-05）.
38. ↑  . Polygon. 2023-09-20  [2024-03-25]. （原始内容存档于2024-01-17）.
39. ↑  . Anime News Network.   [2024-03-25]. （原始内容存档于2024-03-25）.